# Before He’ll Kill You
Before He’ll Kill You – debiutancki album zespołu Kruk wydany nakładem Insanity Records. Wydawnictwo ukazało się 23 lutego 2009. Istnieje również alternatywna, polskojęzyczna wersja tego albumu, pod tytułem „Zanim cię zabije”. W 2014 ukazała się reedycja płyty, wydana przez Metal Mind Productions.
Lista utworów:
1. "Lady Chameleon" ("Kameleon")
2. "Be A Dream" ("Wmówią Ci")
3. "The Guillotine" ("Gilotyna")
4. "Reality (It's A Foolish Cry)" ("Rzeczywistość")
5. "The Escape" ("Ucieczka")
6. "Dream Just A Dream" ("Taki sen")
7. "Paranormal Power Lasts" ("Cios")
8. "Out Of The Body" ("Poza ciałem")
9. "Before He’ll Kill You" ("Cień")

Skład zespołu:
- Piotr Brzychcy – gitara;
- Tomasz Wiśniewski – wokal;
- Krzysztof Walczyk – instrumenty klawiszowe;
- Piotr Wierzba – gitara basowa;
- Dariusz Nawara – perkusja